# Bar jeder Vernunft

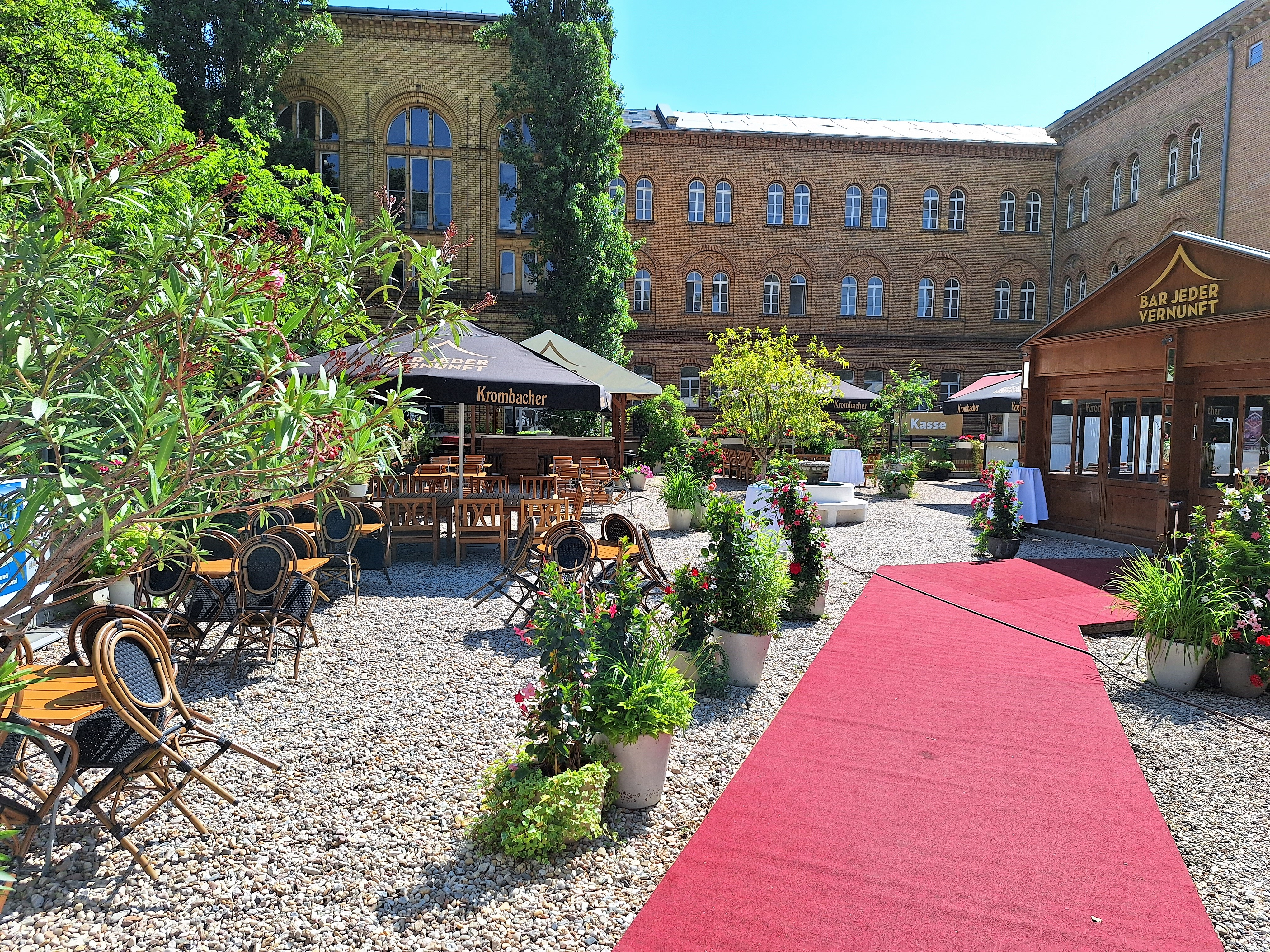
Biergarten an der Bar jeder Vernunft

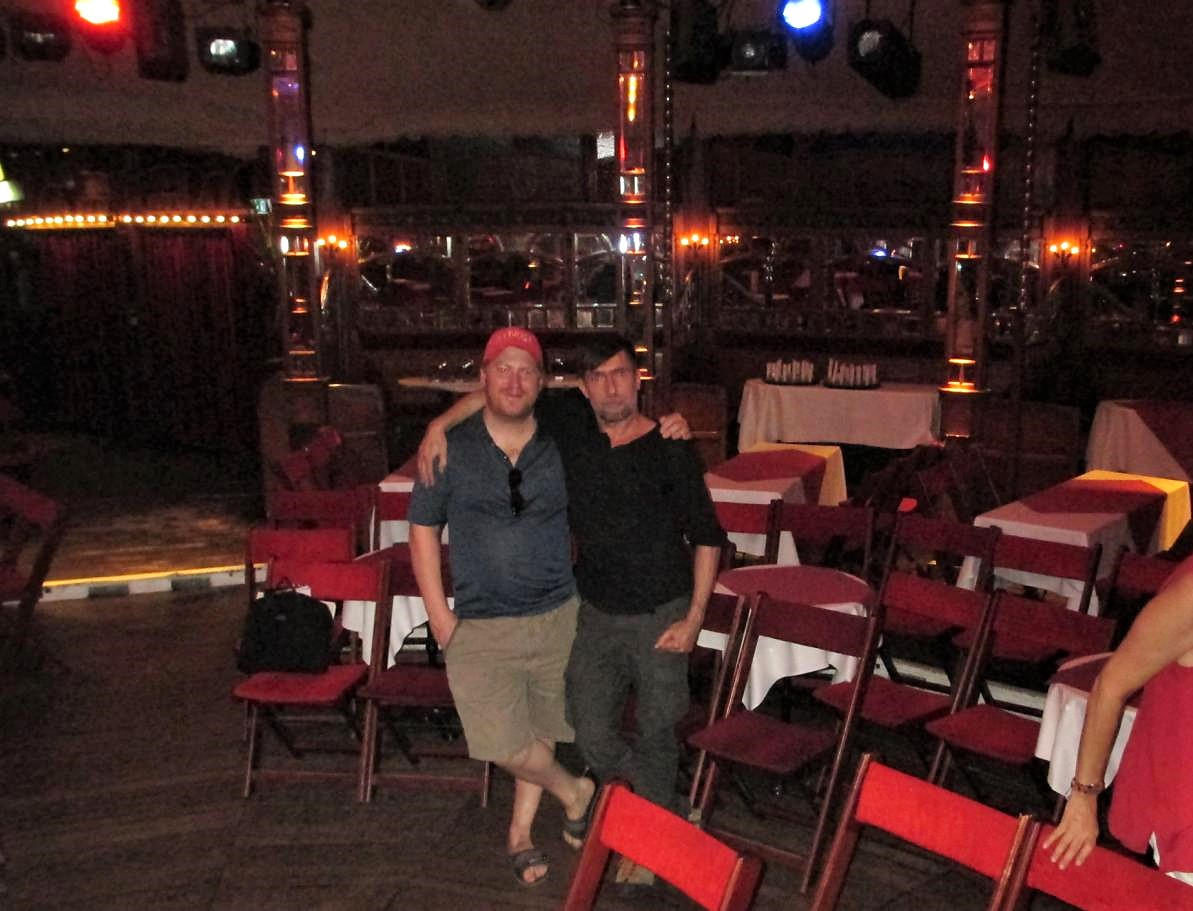
Emil Eikner, Produzent der Wild Side Story, besuchte im August 2015 die Bar jeder Vernunft

Die Bar jeder Vernunft ist ein Theater im Berliner Ortsteil Wilmersdorf (Bezirk Charlottenburg-Wilmersdorf), in dem die Genres Chanson, Kabarett, Konzert und Musical in einem historischen Spiegelzelt präsentiert werden. Das Publikum sitzt an kleinen Tischen oder in Logen; es kann auch gespeist werden.
Die Bar jeder Vernunft befindet sich in der Schaperstraße auf dem Parkdeck des Hauses der Berliner Festspiele hinter der Universität der Künste Berlin (UdK).
Der Name des Theaters ist ein Wortspiel zwischen Bar (‚Lokal‘, ‚Kneipe‘) und dem heute selten verwendeten Adjektiv bar (‚nackt‘, ‚frei von‘, vergleiche barfuß), also ‚ohne jede Vernunft‘.

## Programm
Schwerpunkte der Aufführungen liegen im Bereich Chanson, Kabarett und Musical-Comedy. Das Programm variiert; sowohl bekannte als auch weitgehend unbekannte Akteure treten auf. In der Bar jeder Vernunft spielten zum Beispiel Brigitte Mira, Evelyn Künneke, Helen Vita und die Geschwister Pfister.
Michael Mittermeier feierte hier seine ersten Erfolge außerhalb Bayerns.
Bundesweit bekannt wurde die Bar 1994 vor allem durch die neue Inszenierung der Operette Im weißen Rößl (Regie: Ursli Pfister, mit Otto Sander, Geschwister Pfister, Max Raabe, Meret Becker u. a.). Das Stück wurde vom ZDF aufgezeichnet und auch vom deutsch-französischen Sender Arte gesendet.
Am 23. Oktober 2004 feierte das Musical Cabaret Premiere in der Bar jeder Vernunft. Die Inszenierung von Vincent Paterson und die Kostüme von Fiona Bennett prägten das Stück bis zum letzten Spieltag am 30. März 2008. Im Juni 2008 startete das Liederprogramm Zwei auf einer Bank mit Katharina Thalbach und Andreja Schneider.
Am 1. März 2014 wurde die Musicalfassung von La Cage aux Folles (‚Ein Käfig voller Narren‘) aufgeführt, Regie führte der Theater- und Opernregisseur Bernd Mottl. Das Musical, das für Toleranz wirbt (I Am What I Am), stand danach mehrmals einige Wochen auf dem Spielplan.
Es gelingt der Bar immer wieder, Stücke hervorzubringen, die sich innerhalb der Berliner Kulturszene zu Publikumslieblingen entwickeln, wie zum Beispiel Die Bettwurst - Das Musical (2022) von Rosa von Praunheim mit Anna Mateur und Heiner Bomhard in den Hauptrollen.

## Geschichte
Das im Jugendstil gehaltene Spiegelzelt wurde 1912 in den Niederlanden als Danse Paleis erbaut. Ursprünglich diente es als saisonales Ball- und Tanzzelt in mondänen Seebädern Flanderns und der Niederlande. 1930 war es auf der Weltausstellung in Antwerpen zu sehen; später kam es aus der Mode. Der Produzent Ueli Hirzel kaufte es Anfang der 1980er Jahre und übergab es 1992 an die Gründer der Bar jeder Vernunft, Lutz Deisinger und Holger Klotzbach.
Die Bar jeder Vernunft wurde am 5. Juni 1992 mit Ars Vitalis eröffnet. Weitere erste Künstler waren die Geschwister Pfister, Meret Becker, Georgette Dee, Tim Fischer, Cora Frost und auch Otto Sander, einer der Schirmherren der Bar.
Im Jahr 2002 wurde zum zehnjährigen Bestehen ein doppelt so großes Veranstaltungszelt, das Tipi am Kanzleramt, im Großen Tiergarten eröffnet. Es hat 550 Besucherplätze und eine große Bühne.

## CDs
- Doppel-CD Bar jeder Vernunft – Die Berliner Institution der Unterhaltungskunst – Duophon Berlin 2002, mit Georgette Dee, Meret Becker, Cora Frost u. v. a.